# Agrotis spinulus
Agrotis spinulus là một loài bướm đêm trong họ Noctuidae.